# CR SDガンダムS
CR SDガンダムSとは2000年にサミーから発売されたパチンコ台の名称。40以上のガンダムキャラクターのほとんどが登場し、同じリーチアクションでもキャラクターの組み合わせで大当たりの信頼度が変化するなどの仕様であった。